# Cattedrale della Santissima Trinità (Addis Abeba)
La cattedrale della Santissima Trinità, conosciuta in amarico come Kidist Selassie, è la cattedrale ortodossa più antica di Addis Abeba in Etiopia, sede ufficiale dell'arcidiocesi ortodossa di Addis Abeba. È il secondo più importante luogo di preghiera del Paese dopo la cattedrale di Nostra Signora Maria di Sion ad Axum.

## Storia
La prima chiesa dedicata alla santissima Trinità, meglio nota come Mekane Selassie, fu costruita in legno intagliato per volere dell'imperatore d'Etiopia Menelik II verso la fine del XIX secolo, in seguito alla fondazione della nuova capitale.
Nel 1928 l'imperatrice Zauditù espresse la volontà che venisse edificata una nuova cattedrale, la cui prima pietra fu posta dal suo successore Hailé Selassié il 4 dicembre del 1931.
I lavori subirono un'interruzione nel 1936 a causa dell'occupazione italiana e furono ripresi soltanto nel 1941. La chiesa fu inaugurata l'8 gennaio del 1944 e intitolata alla memoria dei patrioti etiopi: nei decenni seguenti divenne il luogo di sepoltura delle vittime della strage di Addis Abeba, dei combattenti contro gli invasori italiani, degli ufficiali governativi uccisi dal regime comunista del Derg e della famiglia imperiale di Hailé Selassié.

## Descrizione

### Cattedrale

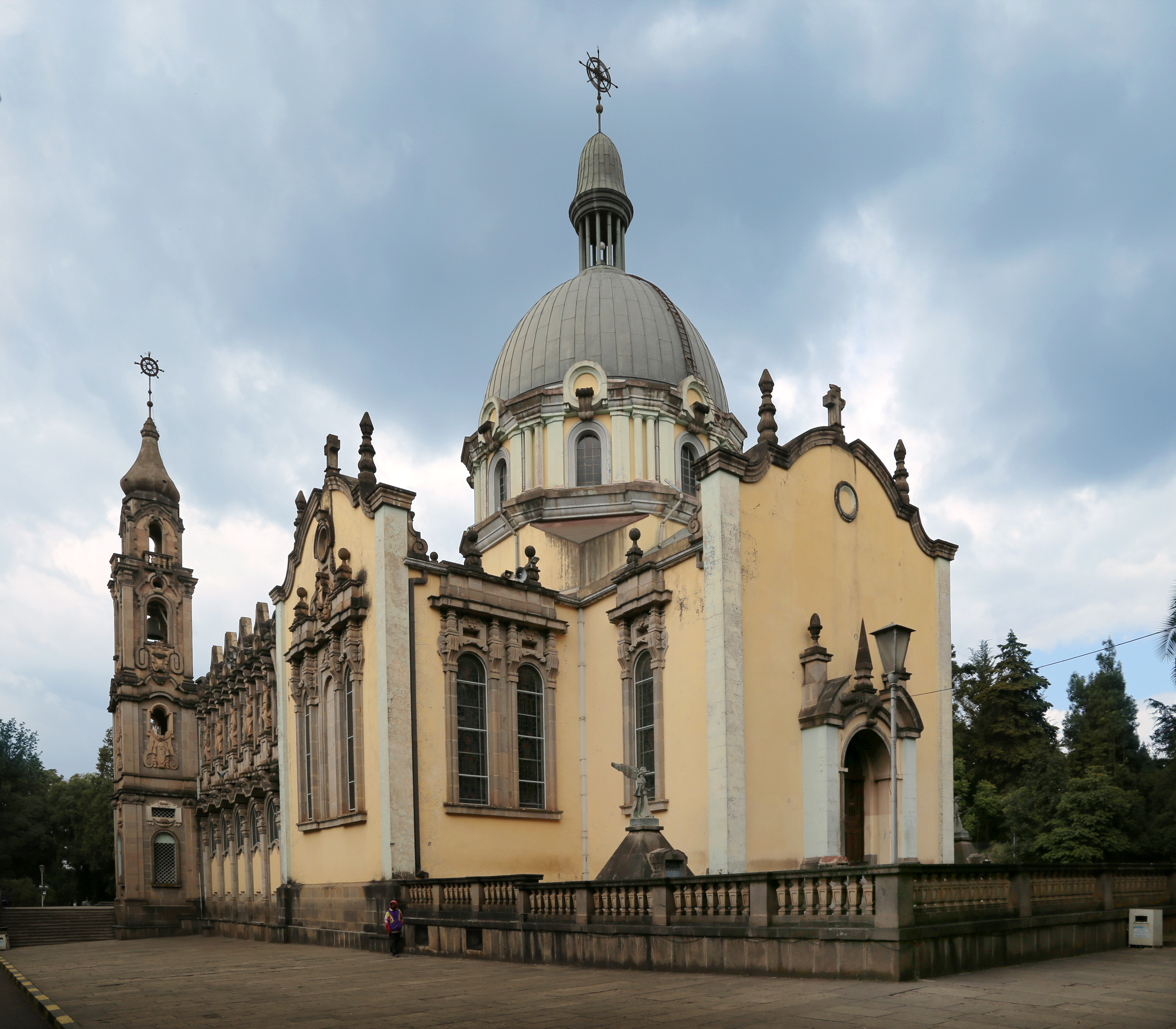
Lato sud-est

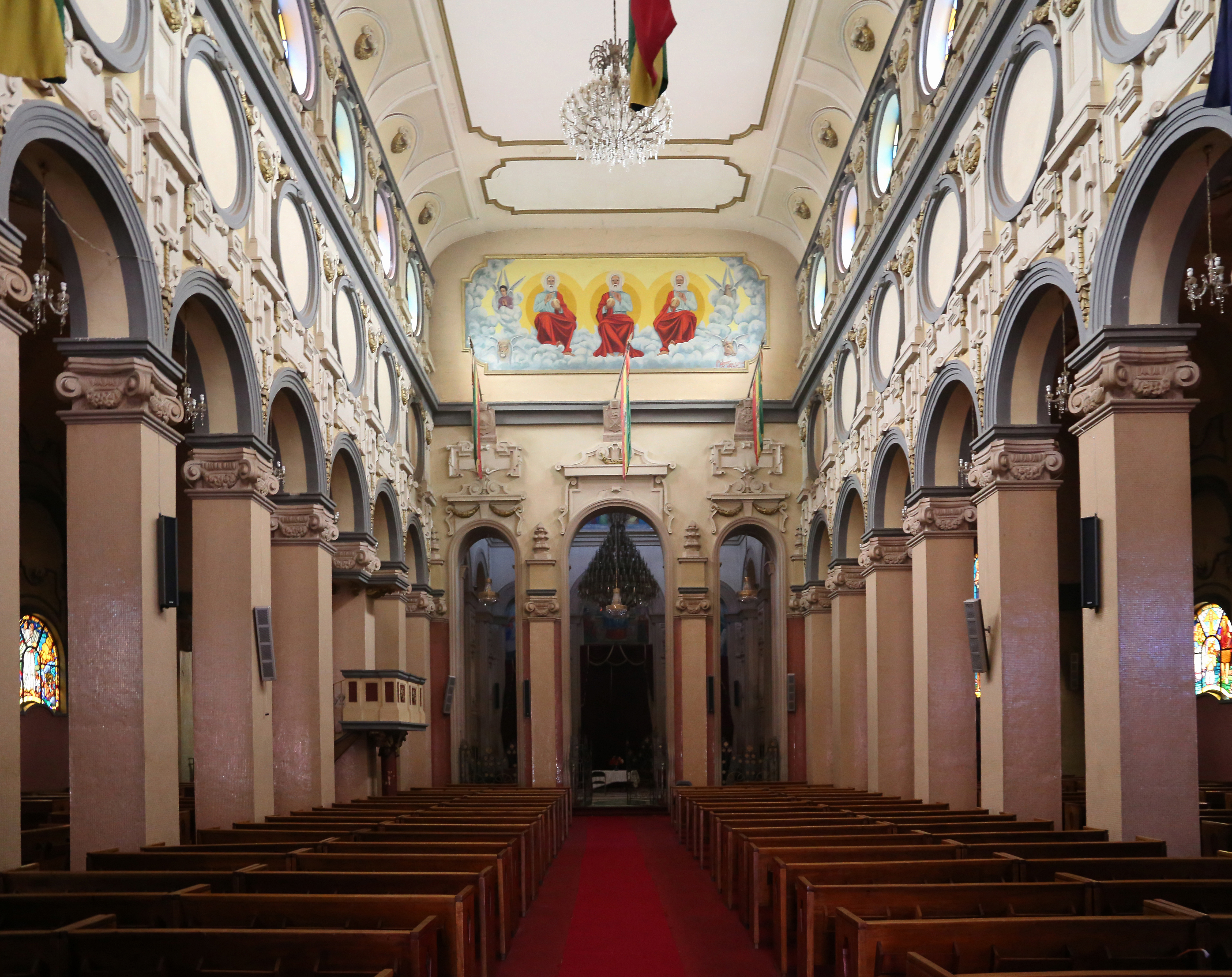
Interno

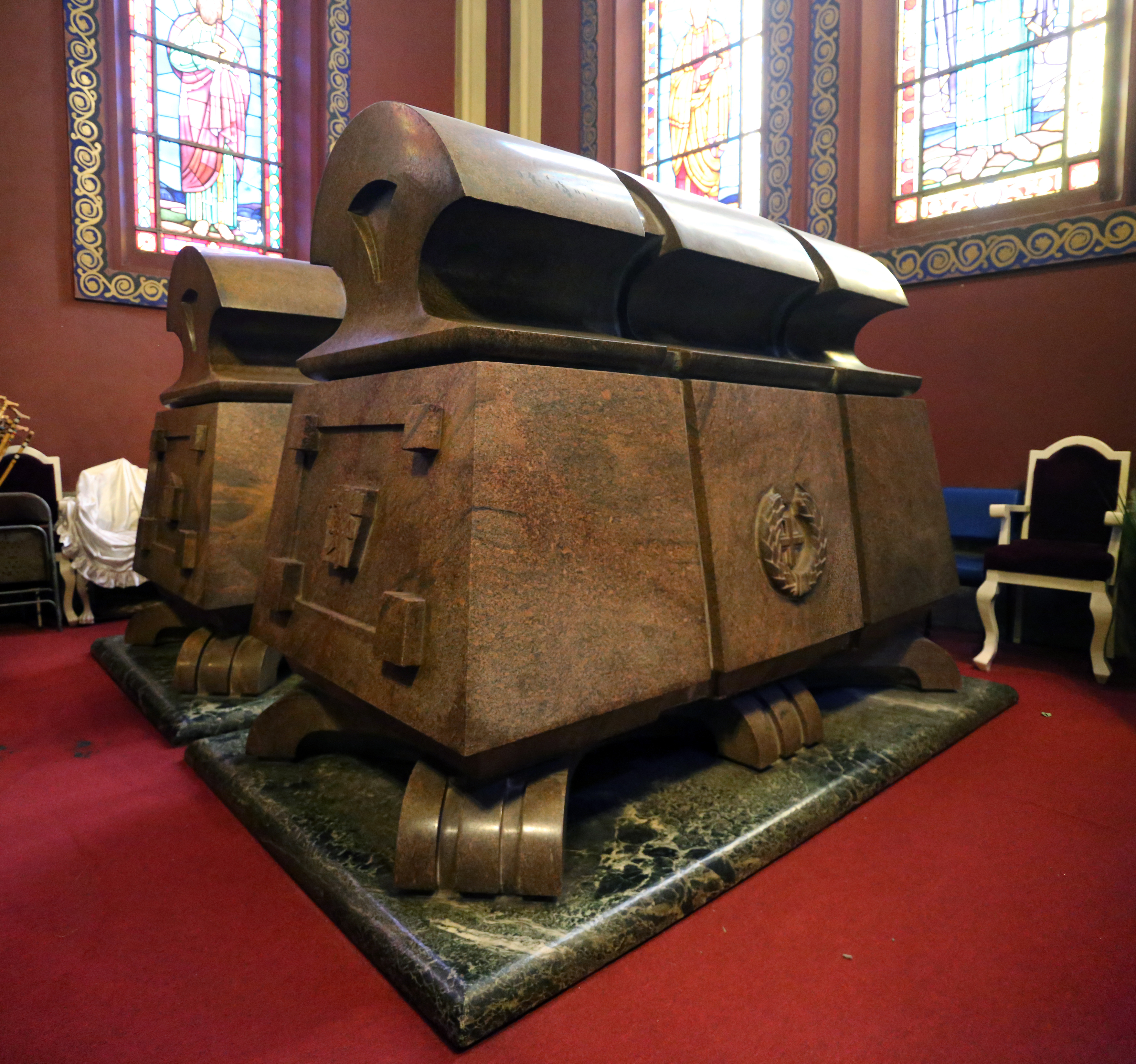
Sarcofaghi imperiali di Hailé Selassié e Menen Asfaw

La cattedrale, nota con il titolo di Menbere Tsebaot (o "Puro altare"), si sviluppa su una superficie di 1200 m² suddivisa in tre navate.
La simmetrica facciata, preceduta da un porticato scandito da lesene, è ornata con numerosi pinnacoli, statue e fitte decorazioni di differenti stili, che arricchiscono anche i prospetti laterali; in sommità si elevano tre frontoni mistilinei, mentre sul retro si staglia la cupola, che raggiunge un'altezza di 16 m.
All'interno, la navata centrale, riccamente decorata con stucchi, è ornata con un grande affresco raffigurante la Santissima Trinità, realizzato da Afewerk Tekle; le vetrate rappresentano vari episodi dell'Antico e del Nuovo Testamento. Vi si trovano inoltre due troni in ebano, avorio e marmo, destinati originariamente all'imperatore e alla consorte.
Dei tre altari del Sancta Sanctorum, il maggiore è dedicato ad Alem Kidist Agaiste Selassie (ossia la santissima Trinità, sovrana del mondo); quello di destra è intitolato a san Giovanni Battista e quello di sinistra a Kidane Meheret (o nostra Signora della Misericordia).
La cappella del lato nord del transetto accoglie il mausoleo contenente le spoglie dell'imperatore Hailé Selassié, ivi traslate il 5 novembre del 2000, e della moglie Menen Asfaw; gli altri membri della famiglia imperiale riposano nella cripta, all'interno del mausoleo voluto da Hailé Selassié.
L'opposta cappella del lato sud del transetto, intitolata a san Michele, contiene dal 2002 la Tabot (o "Arca di San Michele Arcangelo"); la reliquia, rinvenuta a Edimburgo, era stata presa dalle forze inglesi nella cittadella di Magdala nel 1868, durante la campagna contro l'imperatore Teodoro II.

### Edifici annessi
Nelle adiacenze della cattedrale si trovano altri edifici e monumenti annessi al luogo di culto.
Immediatamente a nord e a sud della chiesa si trovano due tombe contenenti i resti degli etiopi uccisi dagli italiani nella strage di Addis Abeba del 1937, per rappresaglia a un tentativo di assassinio del viceré d'Etiopia Rodolfo Graziani. A meridione è collocato inoltre un mausoleo con le sepolture di 60 ufficiali del governo imperiale, assassinati dal regime comunista del Derg il 23 novembre del 1974.
A sud sorge l'antica chiesa della Santissima Trinità, o Mekane Selassie, voluta da Menelik II; l'edificio è oggi noto come Bale Wold (chiesa della Festa del Figlio di Dio) o chiesa delle Quattro Creature del Cielo. In adiacenza, si trova il monastero della Santissima Trinità, contenente anche una scuola.
A nord sorge il museo della cattedrale, ove sono esposti numerosi oggetti sacri e alcuni beni appartenuti agli ultimi membri della famiglia imperiale.
Il cimitero di fronte alla chiesa accoglie i resti di numerosi nobili e patrioti che combatterono accanto a Hailé Selassié contro l'occupazione italiana. Lo spazio centrale è invece destinato alle più alte personalità legate alla storia della cattedrale; vi sono sepolti soltanto i patriarchi Abune Tekle Haimanot e Abuna Paulos, il ras Immirù Hailé Selassié, l'attivista suffragetta e antifascista britannica Sylvia Pankhurst e il generale Merid Mengesha.